# Broomeiaceae
Broomeiaceae Zeller – rodzina grzybów znajdująca się w rzędzie pieczarkowców (Agaricales).

## Systematyka
Rodzinę tę do taksonomii grzybów wprowadził Sanford Myron Zeller w 1948 r. Jest to takson monotypowy, zawierający jeden tylko rodzaj:
- rodzaj Broomeia Berk. 1844
  - gatunki:
    - Broomeia congregata Berk. 1844
    - Broomeia ellipsospora Höhn. 1905
    - Broomeia guadalupensis Lév. 1848